# Колчестер Юнайтед
ФК «Колчестер Юнайтед» (англ. Colchester United Football Club) — англійський футбольний клуб з міста Колчестер, заснований у 1937 році. Виступає у Другій футбольній лізі. Домашні матчі приймає на стадіоні «Колчестер Ком'юніті Стедіум», потужністю 10 105 глядачів.